# Zimbabweïta
La zimbabweïta és un mineral de la classe dels òxids. Anomenada per la seva localitat tipus, que es troba a Zimbabwe.

## Característiques
La zimbabweïta és un òxid de fórmula química (Na,K)₂PbAs₄(Ta,Nb,Ti)₄O18. Cristal·litza en el sistema ortoròmbic. La seva duresa a l'escala de Mohs és 5 a 5,5.
Segons la classificació de Nickel-Strunz, la zimbabweïta pertany a «04.JA - Arsenits, antimonits, bismutits; sense anions addicionals, sense H₂O» juntament amb els següents minerals: leiteïta, reinerita, karibibita, apuanita, schafarzikita, trippkeïta, versiliaïta, schneiderhöhnita, kusachiïta, ludlockita, paulmooreïta, estibivanita i chadwickita.

## Formació i jaciments
Descrita només en la seva localitat tipus, en una pegmatita caolinititzada.